# Corporate Organizational Responsibility
Bei der Corporate Organizational Responsibility (COR) geht es darum, dass vor allem Führungskräfte und Manager die Folgen ihrer Einzel-, Abteilungs- und Bereichsentscheidungen wieder in den Gesamtzusammenhang der Organisation stellen. 

## Beschreibung
Zentral steht dabei die Frage im Vordergrund, welche Auswirkungen eine einzelne Entscheidung auf die Gesamtorganisation hat. Es soll verhindert werden, dass Entscheidungen, die für einen Teilbereich sinnvoll erscheinen, langfristig das Gesamtgebilde Organisation schädigen. 
Der Begriff taucht in Zusammenhang mit dem „Paradigma der kurzfristigen Effizienzsteigerung“ auf. Dieses Paradigma verweist darauf, dass innerhalb der Unternehmen schwerpunktmäßig Aktivitäten forciert werden, die dazu beitragen, die Effizienz kurzfristig zu steigern. In der Konsequenz wird es immer schwieriger, zum Teil sogar unmöglich, innovativ zu handeln, also Neues auszuprobieren, weil sich nicht unmittelbar rechnen lässt, ob dieser Ressourceneinsatz sich in Zukunft rentiert. Durch die bestehenden Honorierungssysteme innerhalb der Organisationen wird ein solches Managerhandeln forciert. Anreizsysteme, die Gesamtorganisation im Mittelpunkt seines Handelns zu sehen, bestehen nur selten. Ein solches Verhalten führt langfristig dazu, die Organisation innovationsunfähig zu machen. Die Thematik ist eng verbunden mit der Frage nach der „Zukunftsfähigkeit von Organisationen“. 
Der Begriff der „Corporate Organizational Responsibility“ wurde von dem Managementforscher und Unternehmensberater Frank Dievernich erfunden, der maßgeblich auch am Konzept der Pfadabhängigkeit von Managern gearbeitet hat.